# NGC 4553
NGC 4553 é uma galáxia espiral barrada (SB0-a) localizada na direcção da constelação de Centaurus. Possui uma declinação de -39° 26' 21" e uma ascensão recta de 12 horas, 36 minutos e 07,5 segundos.
A galáxia NGC 4553 foi descoberta em 22 de Abril de 1835 por John Herschel.